# 竹良実
竹良 実（たけよし みのる）は、日本の漫画家。青森県出身。2013年に『地の底の天上』で第265回スピリッツ賞の最高賞を受賞し、翌2014年に『辺獄のシュヴェスタ』（小学館『月刊!スピリッツ』掲載）で連載デビューした。

## 来歴
2012年に漫画 on Webの第3回ネーム大賞に投稿した『地の底の天上』で佳作を受賞。2013年にこの作品を完成原稿化した同名作品『地の底の天上』で第265回スピリッツ賞の最高賞である「スピリッツ賞」を受賞し、『月刊!スピリッツ』2013年11月号誌上にてデビュー。同作は紙面での掲載のほか、後述する『辺獄のシュヴェスタ』の連載開始に合わせて、スピリッツ公式サイト「SPI-NET」と、小学館が運営する漫画情報サイト「コミスン」での無料公開も行われ、掲載サイトがアクセス過多によるサーバーダウンを起こすほどの反響を得た。
スピリッツ賞の受賞後、約1年間のアシスタント活動を経て2014年に『月刊!スピリッツ』2015年2月号より『辺獄のシュヴェスタ』の連載を開始。同作は6巻まで刊行され、第2巻の発売の際には、荒川弘、ゆうきまさみ、伊藤悠、幸村誠らから、高評価なコメントを寄せられた。

## 作品リスト

### 連載
- 辺獄のシュヴェスタ（『月刊!スピリッツ』2015年2月号 - 2017年12月号）
- バトルグラウンドワーカーズ（『ビッグコミックスピリッツ』2019年21・22合併号 - 2021年43号）
- 植物病理学は明日の君を願う（『ビッグコミックスピリッツ』2022年43号[9] - 連載中）

### 読み切り
- 地の底の天上（「漫画 on Web」第3回ネーム大賞結果報告に掲載[10]） - 佳作受賞[4]。
- 無限心中（「漫画 on Web」第4回ネーム大賞結果報告に掲載[11]） - 佳作受賞[4]。
- 地の底の天上（『月刊！スピリッツ』2013年11月号） - 上記した『地の底の天上』の完成原稿版[4]。
- 不朽のフェーネチカ（『月刊アフタヌーン』2018年7月号[12]） - 2018年7月6日にこの作品単体での電子書籍が発売[13]。

### 書籍
- 『辺獄のシュヴェスタ』、小学館〈ビッグコミックス〉2015年 - 2017年、全6巻
- 『バトルグラウンドワーカーズ』、小学館〈ビッグコミックス〉2019年 - 2021年、全8巻
- 『植物病理学は明日の君を願う』、小学館〈ビッグコミックス〉2023年 - 、既刊6巻（2025年7月30日現在）
  1. 2023年3月30日発売[14][15]、ISBN 978-4-09-861596-4
  2. 2023年8月30日発売[16]、ISBN 978-4-09-862547-5
  3. 2024年2月29日発売[17]、ISBN 978-4-09-862710-3
  4. 2024年8月30日発売[18]、ISBN 978-4-09-863021-9
  5. 2025年2月12日発売[19]、ISBN 978-4-09-863196-4
  6. 2025年7月30日発売[20]、ISBN 978-4-09-863517-7